# Аметов Ірфан Ібраїмович
Ірфа́н Ібраї́мович Аме́тов (крим. Irfan Ibraim oğlu Ametov; нар. 3 лютого 1980) — український кримськотатарський футболіст та футзаліст, що виступав на позиціях півзахисника та нападника. Відомий завдяки виступам у складі низки українських, естонських та російських клубів. Брав участь у неофіційних матчах збірної кримських татар з футболу. Паралельно з активними виступами як гравця, розпочав тренерську кар'єру в дитячому футболі.

## Життєпис
Аметов розпочав кар'єру в клубі другої російської ліги «Моздок». Через те, що у нижчих російських дивізіонах було заборонено виступати легіонерам, українському півзахиснику зробили російський паспорт, від якого він відмовився півроку потому, закінчивши грати в осетинському клубі.
У 2001 році Ірфан Аметов повернувся до Криму, де уклав контракт з «Таврією», однак до основи сімферопольського клубу не потрапляв і змушений був на орендних засадах захищати кольори місцевого «Динамо» та житомирського «Полісся». Через фінансові труднощі останніх повернувся додому, виступав у чемпіонаті АР Крим. Під час одного з матчів у Ялті його помітив тренер естонського «Лоотуса» та запропонував змінити футбольну прописку.
Після двох років у клубі з Кохтла-Ярве перейшов до складу «Нарва Транс», разом з яким здобув спочатку бронзові, а потім і срібні нагороди чемпіонату Естонії.
У листопаді 2006 року в складі збірної кримських татар взяв участь у міжнародному футбольному турнірі серед невизнаних збірних ELF Cup, що проходив у Північному Кіпрі. Аметов з'являвся на полі в чотирьох поєдинках збірної, відзначившись одним забитим м'ячем.
У 2007 році Аметов захищав кольори «Алко» (Кохтла-Ярве), однак по закінченні сезону залишив клуб і пристав на пропозицію «Калева» (Сілламяе). Через недовіру з боку російського тренера Володимира Козачонка змушений був провести певний час у оренді в добре знайомому його «Лоотусі». В 2009 році разом з «Калевом» здобув «срібло» естонської Мейстріліги.
З 2011 року почав брати участь у змаганнях з футзалу, захищаючи кольори талліннського «Анжі». Разом з клубом неодноразово виступав у футзальному Кубку УЄФА. У 2013 році повернувся у великий футбол, приставши на пропозицію «Ірбіса» (Ківіолі), що виступав у Есілізі. Паралельно з кар'єрою футболіста розпочав тренувати дітей у Сілламяе.

## Досягнення
- Срібний призер чемпіонату Естонії (2): 2006, 2009
- Бронзовий призер чемпіонату Естонії (1): 2005